# Nairobi District
Nairobi District är ett distrikt i Kenya.   Det ligger i länet Nairobi, i den sydvästra delen av landet. Huvudstaden Nairobi ligger i Nairobi District.